# Scott MacLeod
Pour les articles homonymes, voir MacLeod.

a Compétitions nationales et continentales officielles uniquement.

b Matchs officiels uniquement.
Dernière mise à jour le 9 janvier 2017.
Scott James Macleod, né le 3 mars 1979 à Hawick, est un joueur de rugby à XV qui évolue au poste de deuxième ligne. Il compte 24 sélections avec l'équipe d'Écosse entre 2006 et 2011. 

## Biographie
Scott MacLeod joue avec les Border Reivers de 2002 à 2006, les Llanelli Scarlets de 2006 à 2009, Edinburgh Rugby de 2009 à 2011, les Kobelco Steelers de 2011-2012 avec de rejoindre les Newcastle Falcons. Il obtient sa première cape internationale le 6 novembre 2004 à l’occasion d’un match contre l'équipe d'Australie.

## Statistiques en équipe nationale
- 24 sélections (0 point)
- Sélections par années : 4 en 2004, 4 en 2006, 6 en 2007, 7 en 2008, 2 en 2010 et 1 en 2011.
- Tournoi des Six Nations disputé : 2006, 2008 et 2011.
- Coupe du monde de rugby disputée : 2007